# Муаннонъярви
Му́аннонъя́рви (фин. Muuannonjärvi) — озеро на территории Лоймольского сельского поселения Суоярвского района Республики Карелия.

## Общие сведения
Площадь озера — 2,9 км², площадь водосборного бассейна — 88 км². Располагается на высоте 171,8 метров над уровнем моря.
Форма озера лопастная, продолговатая: вытянуто с северо-запада на юго-восток. Берега каменисто-песчаные.
С востока в озеро втекает ручей без названия, несущий воды из озёр Латваярви и Ковероярви.
С севера в озеро втекает река Сурийоки, текущая из озёр Суриярви и Иля-Килтсунъярви.
Из озера берёт начало берёт начало река Муаннонйоки.
В озере расположены пять небольших островов без названия.
Населённые пункты возле озера отсутствуют. Ближайший — посёлок Лоймола — расположен в 16 км к юго-востоку от озера.
Название озера переводится с финского языка как «некое озеро».
Код объекта в государственном водном реестре — 01040300211102000013841.